# Judo na Igrzyskach Afrykańskich 2019
Judo na Igrzyskach Afrykańskich 2019 odbywało się w dniach 17–18 sierpnia 2019 roku w Palais des Sports - Complexe Sportif Prince Moulay Abdellah położonym w Rabacie.

## Podsumowanie

### Klasyfikacja medalowa
| Klasyfikacja medalowa | Klasyfikacja medalowa         | Klasyfikacja medalowa | Klasyfikacja medalowa | Klasyfikacja medalowa | Klasyfikacja medalowa |
| Miejsce               | państwo                       | Złoto                 | Srebro                | Brąz                  | Razem                 |
| --------------------- | ----------------------------- | --------------------- | --------------------- | --------------------- | --------------------- |
| 1                     | Egipt                         | 4                     | 0                     | 4                     | 8                     |
| 2                     | Maroko                        | 2                     | 5                     | 4                     | 11                    |
| 3                     | Algieria                      | 2                     | 3                     | 6                     | 11                    |
| 4                     | Tunezja                       | 2                     | 3                     | 3                     | 8                     |
| 5                     | Gabon                         | 2                     | 0                     | 1                     | 3                     |
| 6                     | Kamerun                       | 1                     | 1                     | 2                     | 4                     |
| 7                     | Senegal                       | 1                     | 0                     | 1                     | 2                     |
| 8                     | Południowa Afryka             | 0                     | 2                     | 0                     | 2                     |
| 9                     | Angola                        | 0                     | 0                     | 2                     | 2                     |
| =                     | Mauretania                    | 0                     | 0                     | 2                     | 2                     |
| 11                    | Czad                          | 0                     | 0                     | 1                     | 1                     |
| =                     | Demokratyczna Republika Konga | 0                     | 0                     | 1                     | 1                     |
| =                     | Dżibuti                       | 0                     | 0                     | 1                     | 1                     |
| Razem                 | Razem                         | 14                    | 14                    | 28                    | 56                    |

### Medaliści
| Konkurencja    | 1. miejsce          | 2. miejsce              | 3. miejsce                                |           |
| Mężczyźni      | Mężczyźni           | Mężczyźni               | Mężczyźni                                 | Mężczyźni |
| -------------- | ------------------- | ----------------------- | ----------------------------------------- | --------- |
| do 60 kg       | Issam Bassou        | Fraj Dhouibi            | Younes Saddiki Salim Rebahi               |           |
| do 66 kg       | Wail Ezzine         | Abderrahmane Boushita   | Boubekeur Rebahi Mohamed Abdelmawgoud     |           |
| do 73 kg       | Ali Abdelmouaty     | Ahmed El Meziati        | Acácio Quifucussa Aden-Alexandre Houssein |           |
| do 81 kg       | Abdelrahman Mohamed | Hamza Kabdani           | Imad Eddine Cherouk Abdalla Osman         |           |
| do 90 kg       | Ali Hazem           | Oussama Snoussi         | Dieudonne Dolassem Rémi Feuillet          |           |
| do 100 kg      | Ramadan Darwish     | Mohammed Lahboub        | Luc Manogho Prince Kosi Samuzu            |           |
| powyżej 100 kg | Mbagnick Ndiaye     | Mohamed Sofiane Belreka | Faicel Jaballah Sébastien Perrine         |           |
| Kobiety        |                     |                         |                                           |           |
| do 48 kg       | Chaimae Eddinari    | Michaela Whitebooi      | Hadjer Mecerrem Aziza Chakir              |           |
| do 52 kg       | Faïza Aissahine     | Soumiya Iraoui          | Lamia Eddinari Meriem Moussa              |           |
| do 57 kg       | Ghofran Khelifi     | Yamina Halata           | Diassonema Mucungui Lamiaa Alzenan        |           |
| do 63 kg       | Hélène Wezeu Dombeu | Amina Belkadi           | Sofia Belattar Meriem Bjaoui              |           |
| do 70 kg       | Karene Agono        | Nihel Landolsi          | Ayuk Otay Arrey Sophina Demos Memneloum   |           |
| do 78 kg       | Sarah Myriam Mazouz | Unelle Snyman           | Sarra Mzougui Kaouthar Ouallal            |           |
| powyżej 78 kg  | Nihel Cheikh Rouhou | Hortence Atangana       | Monica Sagna Kariman Shafik               |           |